# Болховітінов Віктор Федорович
Болховітінов Віктор Федорович (23 січня (4 лютого) 1899, Саратов — 29 січня 1970, Москва) — радянський авіаконструктор, генерал-майор інженерно-авіаційної служби (1942), доктор технічних наук (1947). Заслужений діяч науки і техніки РРФСР (1949). Професор (1949).

## Життєпис
Народився в Саратові. Закінчив Саратовську гімназію, вступив на медичний факультет Саратовського університету, але за півроку перейшов на фізико-математичний факультет. Восени 1918 року приїхав до Москви і вступив до Московського вищого технічного училища. Захворів на тиф, після тривалого лікування відправлений на відновлення здоров'я додому в Саратов. Через рік знову приїхав до Москви і вступив до академії. У період навчання працював в академічному конструкторському бюро, сконструйовані ним планери АВФ-6 і АВФ-18 брали участь у Всесоюзних планерних змаганнях у Коктебелі.
У 1926 році закінчив Академію повітряного флоту імені М. Є. Жуковського. Після ад'юнктури став викладачем, у 1937 році призначений начальником кафедри.
З 1933 року — керівник особливого конструкторського бюро (ОКБ Болховітінова) заводу № 22 у Філях. З 1939 року — директор і головний конструктор заводу № 293 Наркодного комісаріату авіаційної промисловості в Хімках.
У 1934—1936 роках очолював розробку важкого бомбардувальника ДБ-А (абревіатура від рос. «Дальний Бомбардировщик — Академия»), на якому в 1936—1937 роках радянські льотчики встановили чотири світові рекорди дальності польоту з вантажем. Один з літаків ДБ-А під номером Н-209 був використаний С. О. Леваневським під час фатальної спроби перельоту в США через Північний полюс у серпні 1937 року. До 1940 року ДБ-А випускали невеликою серією, його використовували як транспортний літак.
У 1939 році керував будівництвом швидкісного літака-винищувача «С» з двома співвісними гвинтами, який під час льотних випробувань видав швидкість 570 км/год. На початку 1940 року брав участь у випробуваннях встановленого на літак прямоточного повітряно-реактивного двигуна.
У 1941—1942 роках під керівництвом Болховітінова конструкторами О. Я. Березняком і О. М. Ісаєвим було розроблено перший радянський ракетний винищувач БІ-1 з рідинним ракетним двигуном. 15 травня 1942 року льотчик-випробувач капітан Г. Я. Бахчиванджі вперше підняв його в повітря, потім виконав на ньому ще 6 випробувальних польотів (в останньому загинув 27 березня 1943 року).
З 1946 року — на викладацькій роботі у Військово-повітряній академії імені М. Є. Жуковського, з 1949 року — професор. У цій академії в 1949—1955 роках очолював кафедру проєктування літаків, у 1955—1957 роках — кафедру конструкції та міцності літаків, а в 1957—1965 роках — кафедру конструкції та бойової ефективності літальних апаратів.
Помер 29 січня 1970 року в Москві. Похований на Введенському кладовищі (ділянка № 14).

## Спроєктовані літаки
- ДБ-А — дальній бомбардувальник — академія. Перший політ відбувся у 1935 році. Екіпаж сім осіб. Серійно виготовлявся з 1938 по 1940 роки. Всього було виготовлено 12 літаків.
- БДД — бомбардувальник дальньої дії. Проєкт був представлений у 1936 році. Від реалізації проекту відмовилися на користь АНТ-42.
- Дальній важкий бомбардувальник «Д» із дизельними двигунами М-40. Екіпаж 8 осіб. За розрахунками літак міг доставити 6 тон бомб на дальність 5 000 км. У десантному варіанті корисне навантаження 50 озброєних бійців, а транспортному — до 7 тон вантажу. Проєкт бомбардувальника «Д» було закрито з початком німецько-радянської війни.
- Швидкісний бомбардувальник «С». Перший політ відбувся у 1939 році. На літак встановлювали спарені двигуни зі співвісними гвинтами, що обертаються в різні боки. У серійне виробництво літак не передавався.

## Нагороди
- Орден Червоної Зірки (29 грудня 1936).
- Орден Червоного Прапора (3 листопада 1944, 15 листопада 1950);
- Орден Леніна (21 лютого 1945, 16 вересня 1945);
- Медаль «За перемогу над Німеччиною»;
- Орден Трудового Червоного Прапора.

## Пам'ять
- 23 вересня 1977 року на будівлі саратовської школи № 67 (колишня 2-а чоловіча гімназія, де навчався Болховітінов) відбулося відкриття меморіальної дошки, присвяченої авіаконструктору[2].